# Incêndios petrolíferos no Kuwait

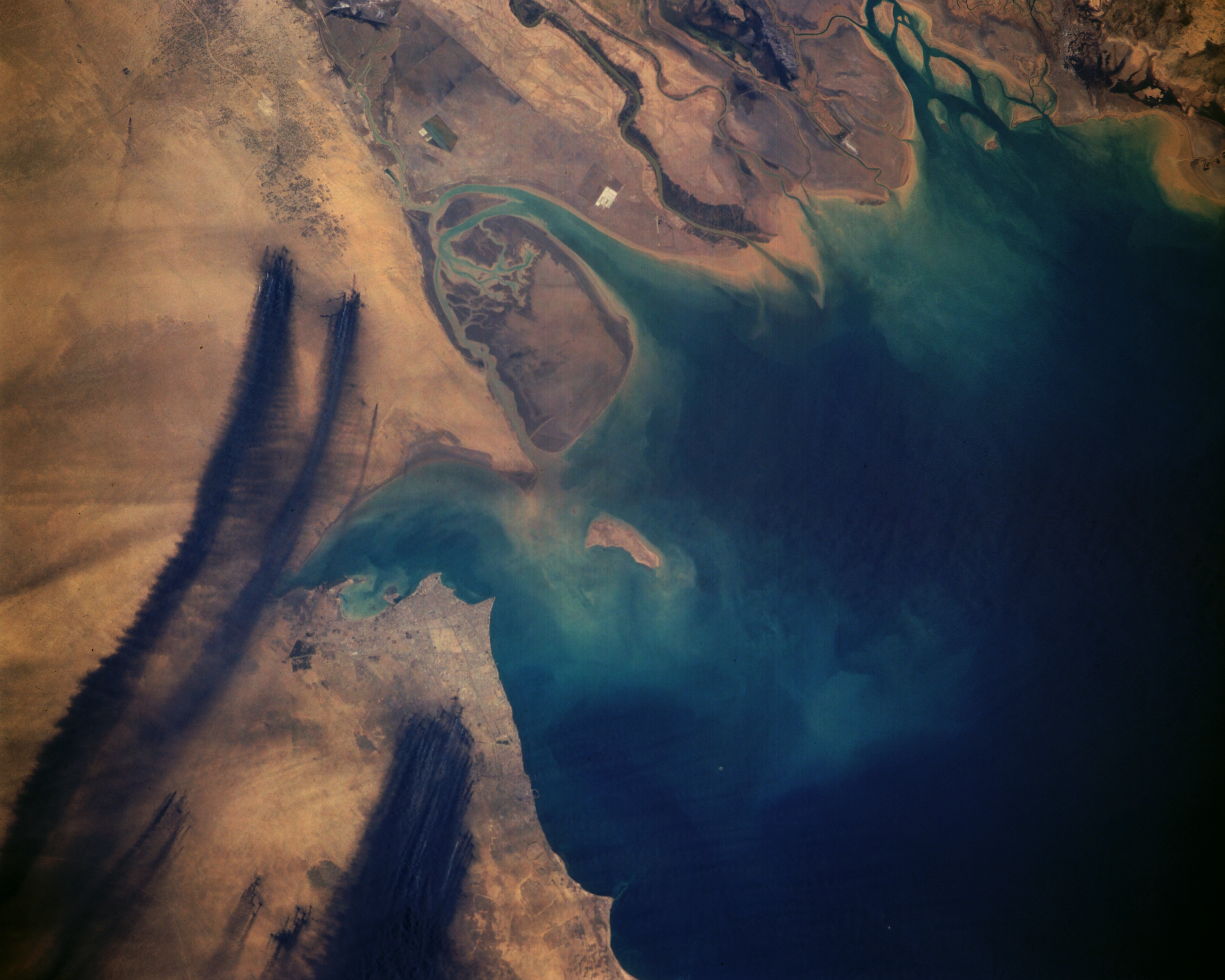
Plumas de fumaça de alguns dos incêndios de petróleo do Kuwait em 7 de abril de 1991, como visto do ônibus espacial Atlantis durante o STS-37.

Os incêndios petrolíferos do Kuwait foram causados por forças militares iraquianas que incendiaram 605 a 732 poços de petróleo, juntamente com um número não especificado de áreas baixas cheias de petróleo, como lagos de petróleo e trincheiras de incêndio, como parte de uma política de terra arrasada durante a retirada do Kuwait em 1991 devido aos avanços das forças de coalizão lideradas pelos EUA na Guerra do Golfo Pérsico. Os incêndios começaram em janeiro e fevereiro de 1991, e os primeiros incêndios de poços foram extintos no início de abril de 1991, com o último poço tampado em 6 de novembro de 1991.

## Motivos

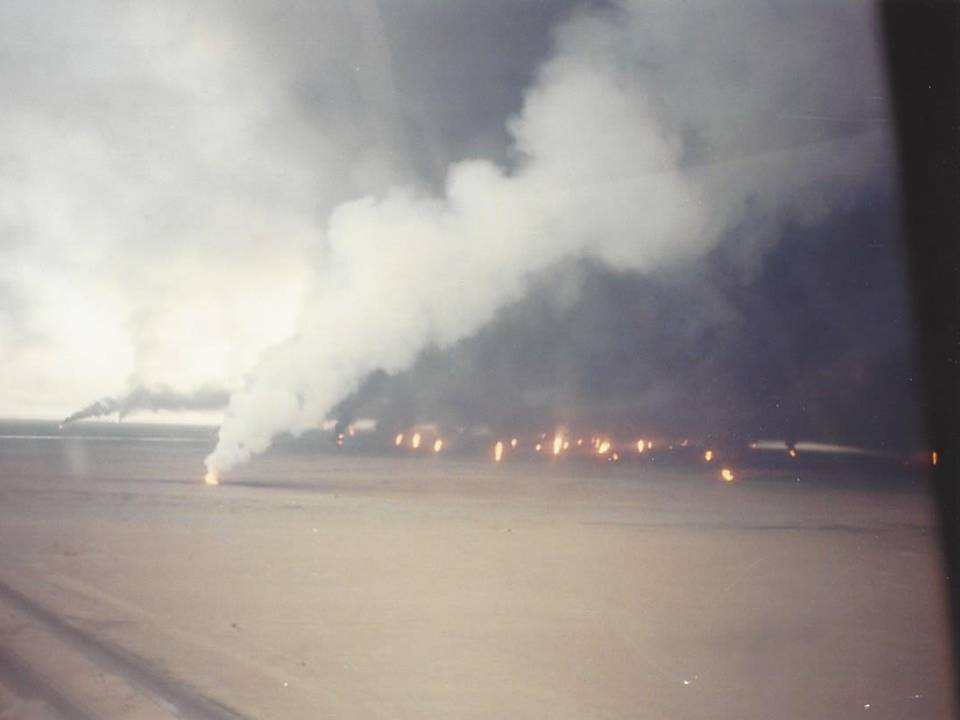
Incêndios em poços de petróleo ao sul da cidade do Kuwait

A disputa entre o Iraque e o Kuwait sobre a alegada perfuração inclinada no campo petrolífero de Rumaila foi uma das razões da invasão do Kuwait pelo Iraque em 1990.
Além disso, o Kuwait vinha produzindo petróleo acima dos limites do tratado estabelecido pela OPEP. Às vésperas da invasão do Iraque, o Kuwait tinha fixado quotas de produção para quase 1,9 milhões de barris por dia (300.000 m 3 /d), o que coincidiu com uma queda acentuada no preço do petróleo. No Verão de 1990, a superprodução do Kuwait tornou-se um sério ponto de discórdia com o Iraque.
Alguns analistas especularam que uma das principais motivações de Saddam Hussein ao invadir o Kuwait foi punir a família al-Sabah no poder no Kuwait por não parar a sua política de superprodução, bem como o seu raciocínio por trás da destruição dos referidos poços.
Também se levanta a hipótese de que o Iraque decidiu destruir os campos de petróleo para obter uma vantagem militar, acreditando que as intensas nuvens de fumaça servindo como cortinas de fumaça criadas pelos poços de petróleo em chamas inibiria os ataques aéreos ofensivos da Coalizão, frustrariam as armas guiadas de precisão dos Aliados e os satélites espiões, e poderia encobrir os movimentos militares do Iraque. Além disso, pensa-se que os líderes militares do Iraque podem ter considerado o calor, o fumo e os detritos de centenas de poços de petróleo em chamas como um formidável obstáculo de negação de área às forças da Coligação. O início da destruição dos poços de petróleo apoia esta dimensão militar da sabotagem dos poços; por exemplo, durante a fase inicial da campanha aérea da Coligação, o número de poços de petróleo incendiados foi relativamente pequeno, mas o número aumentou dramaticamente no final de Fevereiro com a chegada da guerra terrestre.
Os engenheiros militares de combate iraquianos também libertaram petróleo em áreas baixas para fins defensivos contra a infantaria e unidades mecanizadas ao longo da fronteira sul do Kuwait, construindo várias "trincheiras de fogo" com cerca de 1 quilômetro de comprimento, 3 metros de largura e 3 metros de profundidade para impedir o avanço das forças terrestres da Coalizão.
O uso militar das minas terrestres também deve ser visto no contexto do derramamento de petróleo coincidente e deliberado da Guerra do Golfo, cujo objetivo estratégico aparente era impedir um potencial desembarque anfíbio dos fuzileiros navais dos EUA.

## Extensão do conflito

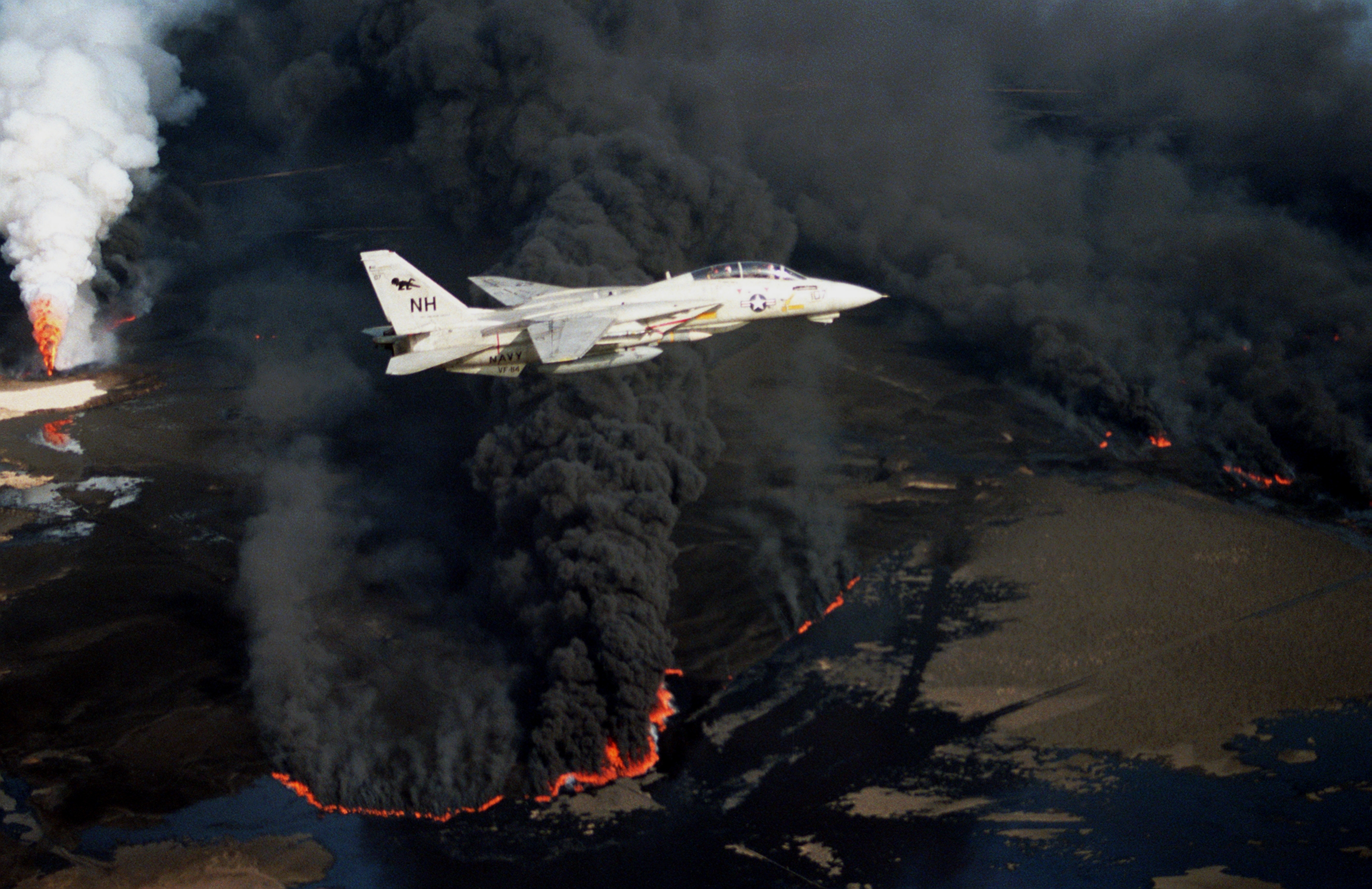
Caça F-14 da marinha americana sobrevoa poço de petróleo em chamas

Enquanto uma coligação internacional sob o comando dos Estados Unidos, estava reunida em antecipação a uma invasão do Kuwait ocupado pelo Iraque, o regime iraquiano decidiu destruir o máximo possível das reservas e infra-estruturas petrolíferas do Kuwait antes de se retirar daquele país. Já em Dezembro de 1990, as forças iraquianas colocaram cargas explosivas em poços de petróleo do Kuwait. Os poços foram sistematicamente sabotados a partir de 16 de janeiro de 1991, quando os aliados iniciaram ataques aéreos contra alvos iraquianos. No dia 8 de fevereiro, imagens de satélite detectaram a primeira fumaça proveniente da queima de poços de petróleo. O número de incêndios petrolíferos atingiu o pico entre 22 e 24 de fevereiro, quando começou a ofensiva terrestre aliada.
De acordo com o relatório da Agência de Protecção Ambiental dos EUA ao Congresso , “o exército iraquiano em retirada incendiou ou danificou mais de 700 poços de petróleo, tanques de armazenamento, refinarias e instalações no Kuwait. As estimativas situam o número de incêndios em poços de petróleo entre 605 e 732. Outros trinta e quatro poços foram destruídos por pesados bombardeamentos da coligação em Janeiro. A estimativa da Kuwait Petroleum Company em setembro de 1991 era de que houve 610 incêndios, de um total de 749 instalações danificadas ou em chamas, juntamente com um número não especificado de áreas baixas cheias de petróleo, como "lagos petrolíferos" e " trincheiras de incêndio ". Esses incêndios constituíram aproximadamente 50% do número total de incêndios em poços de petróleo na história da indústria petrolífera,  e danificaram ou destruíram temporariamente aproximadamente 85% dos poços em todos os principais campos de petróleo do Kuwait.
Esforços para controlar os incêndios e outros danos começaram em Abril de 1991. Durante a fase de queima descontrolada de Fevereiro a Abril, várias fontes estimaram que as cabeças dos poços inflamadas queimaram entre quatro e seis milhões de barris de petróleo bruto, e entre setenta e cem milhões de metros cúbicos de gás natural por dia. Sete meses depois, 441 instalações foram colocadas sob controle, enquanto 308 permaneceram sem controle. O último poço foi tampado em 6 de novembro de 1991. A quantidade total de petróleo queimado é geralmente estimada em um bilhão de barris ou pouco menos de um por cento do fornecimento total do Kuwait de 104 bilhões de barris. O consumo global diário de petróleo em 2022 é de cerca de 99,4 milhões de barris; o óleo perdido na combustão duraria 10 dias nas taxas de uso modernas.
Perdas financeiras
Em Março de 1991, as perdas financeiras acumuladas foram estimadas em até 10% dos 90 mil milhões de barris das reservas de petróleo do Kuwait, com base numa declaração feita por um funcionário da Kuwait Oil Company . Aos preços mundiais da época, ascenderia a 157,5 mil milhões de dólares.

## Efeitos militares

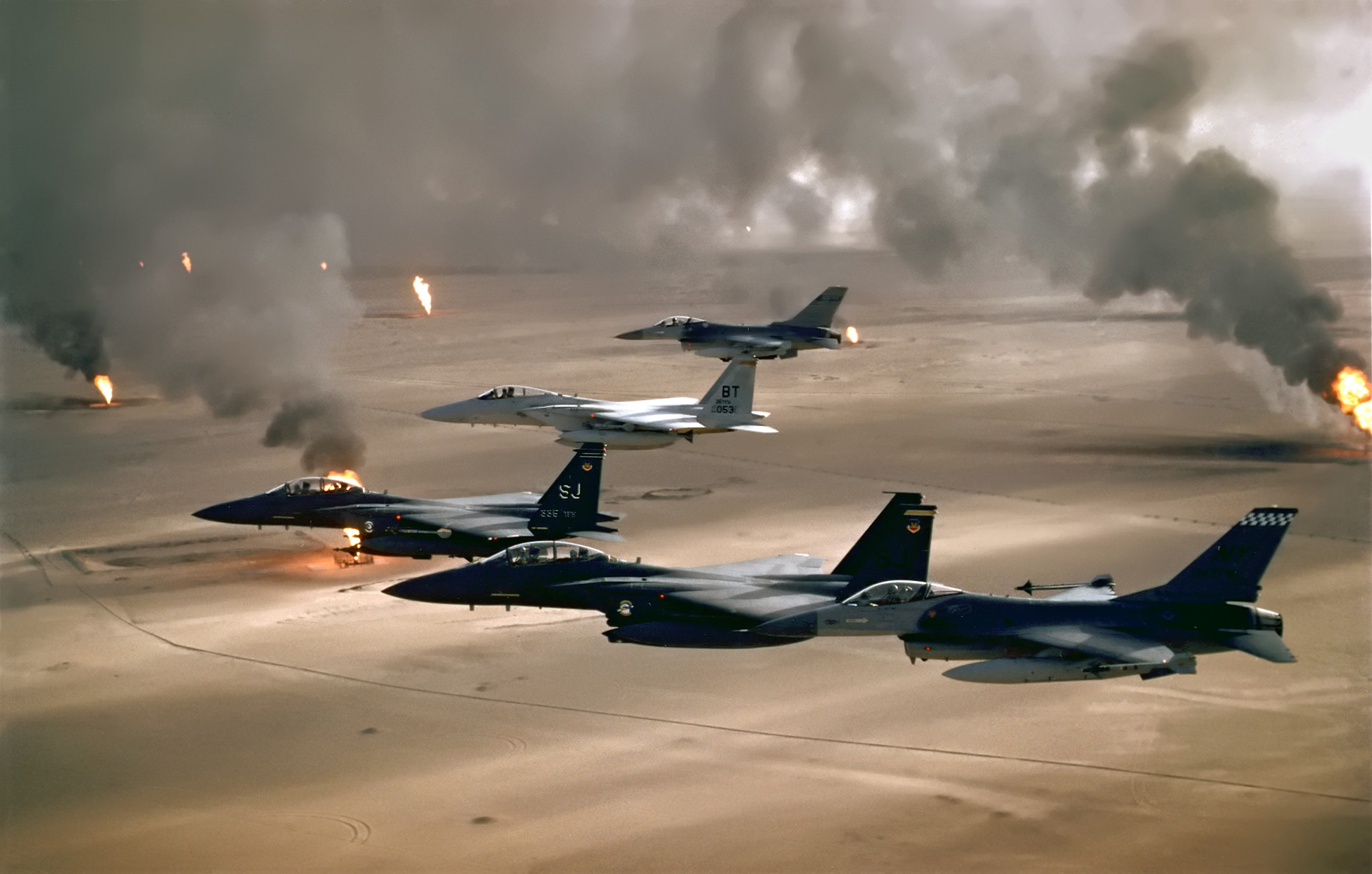
Aeronaves da Força Aérea Americana sobrevoam poços de petróleo em chamas no Kuwait.

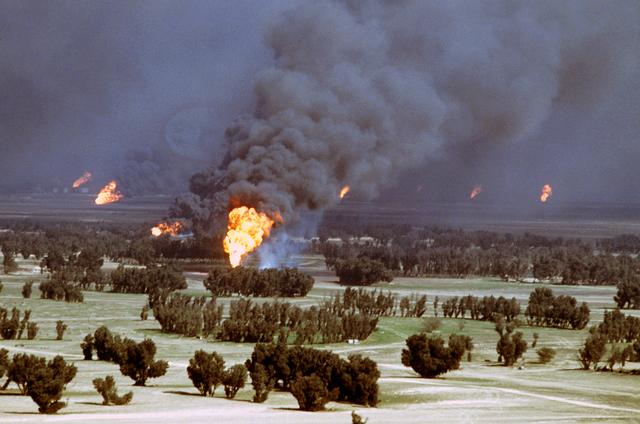
Os incêndios causaram uma contaminação do ar em toda a área

Em 21 de março de 1991, um C-130 Hercules da Força Aérea Real Saudita caiu em meio a uma forte fumaça devido aos incêndios de petróleo no Kuwait ao se aproximar do Aeroporto Ras Mishab, na Arábia Saudita. 92 soldados senegaleses e 6 tripulantes sauditas morreram, o maior acidente entre as forças da Coalizão.
A cortina de fumaça também foi usada pelas forças antiblindadas iraquianas com sucesso na Batalha de Phase Line Bullet , tendo ajudado a alcançar o elemento surpresa contra o avanço dos blindados Bradley, juntamente com o aumento da névoa geral da guerra.
Os incêndios ficaram fora de controle devido aos perigos do envio de equipes de combate a incêndios durante a guerra. Minas terrestres foram colocadas em áreas ao redor dos poços de petróleo e a desminagem militar foi necessária antes que os incêndios pudessem ser apagados. Cerca de 5 milhões de barris (790.000 m3) de petróleo foram perdidos todos os dias. Por fim, equipas contratadas pelo setor privado extinguiram os incêndios, a um custo total de 1,5 mil milhões de dólares para o Kuwait. Naquela época, porém, os incêndios já duravam aproximadamente dez meses, causando poluição generalizada.
Os incêndios foram associados ao que mais tarde foi considerado a síndrome da Guerra do Golfo, uma doença crónica que afecta veteranos militares e trabalhadores civis e que inclui fadiga, dores musculares e problemas cognitivos; no entanto, estudos indicaram que os bombeiros que tamparam os poços não relataram nenhum dos sintomas experimentados pelos soldados. As causas da síndrome da Guerra do Golfo ainda não foram determinadas.
Do ponto de vista das forças terrestres, além da ocasional "chuva de óleo" experimentada pelas tropas muito perto de poços de expulsão, um dos efeitos mais comumente experimentados dos incêndios nos campos de petróleo foram as plumas de fumaça que se seguiram e subiram para a atmosfera e em seguida, precipitou ou caiu no ar por meio de deposição seca e pela chuva. As plumas em forma de pilar frequentemente se alargavam e juntavam-se a outras plumas de fumaça em altitudes mais elevadas, produzindo um efeito nublado e cinzento, já que apenas cerca de 10% de todos os incêndios correspondentes aos originados de "lagos petrolíferos" produziram plumas pretas puras cheias de fuligem . 25% dos incêndios emitiram plumas brancas a cinzas, enquanto o restante emitiu plumas com cores entre cinza e preto. Por exemplo, um veterano da Guerra do Golfo declarou:
"Foi como um dia nublado o dia todo, na verdade, a princípio não percebemos que era fumaça. A fumaça estava a cerca de 150 metros acima de nós, então não podíamos ver o céu. No entanto, poderíamos ver horizontalmente por longas distâncias sem problemas. Sabíamos que era fumaça quando o muco de nossas narinas começou a ficar preto"
Um artigo publicado em 2000 analisou o grau de exposição das tropas a partículas, incluindo fuligem. No entanto, o artigo se concentrou mais na areia de sílica, que pode produzir silicose. O artigo incluía registros médicos das tropas, e em sua conclusão: "Uma revisão da literatura indicou risco insignificante ou inexistente para a saúde de outro material particulado inalado (exceto sílica) durante a Guerra do Golfo".

## Esforços de extinção dos incêndios
Os poços em chamas precisavam de ser extintos, pois, sem esforços ativos, o Kuwait perderia milhares de milhões de dólares em receitas petrolíferas. Foi previsto por especialistas que os incêndios durariam entre dois e cinco anos antes de perderem pressão e se extinguirem por conta própria.
As empresas responsáveis pela extinção dos incêndios inicialmente foram a Bechtel, a Red Adair Company (hoje vendida para a Global Industries of Louisiana), a Boots and Coots, e a Wild Well Control. A Safety Boss foi a quarta empresa a chegar, mas acabou extinguindo e tampando o maior número de poços de qualquer outra empresa: 180 das 600. Outras empresas, incluindo Cudd Well/Pressure Control, Neal Adams Firefighters e Kuwait Wild Well Killers também foram contratadas. 
De acordo com Larry H. Flak, engenheiro de petróleo da Boots and Coots International Well Control, 90% de todos os incêndios de 1991 no Kuwait foram apagados apenas com água do mar, pulverizada por poderosas mangueiras na base do incêndio. A água de extinção foi fornecida à região árida do deserto através da reorientação dos oleodutos que, antes do ataque incendiário, bombeavam petróleo dos poços para o Golfo Arábico. O oleoduto foi ligeiramente danificado mas, uma vez reparado, o seu fluxo foi invertido para bombear a água do mar do Golfo Arábico para os poços de petróleo em chamas. A taxa de extinção era de aproximadamente 1 a cada 7–10 dias no início dos esforços, mas depois com a experiência adquirida e a remoção dos campos minados que rodeavam os poços em chamas, a taxa aumentou para 2 ou mais por dia.
Para incêndios persistentes em poços de petróleo, o uso de duas turbinas a gás para explodir um grande volume de água em alta velocidade no incêndio provou ser popular entre os bombeiros no Kuwait e foi trazido para a região por húngaros equipados com motores de um caça MiG-21 montados originalmente em um tanque T-34 (posteriormente substituído pelo tanque T-55), denominado "Big Wind". Extinguiu 9 incêndios em 43 dias.
No combate a um incêndio em uma cabeça de poço diretamente vertical, altos explosivos, como a dinamite, foram usados para criar uma onda de choque que empurra o combustível em chamas e o oxigênio atmosférico local para longe do poço. (Este é um princípio semelhante ao de apagar uma vela.) A chama é removida e o combustível pode continuar a derramar sem acender. Geralmente, os explosivos eram colocados dentro de tambores de 55 galões, os explosivos cercados por produtos químicos retardadores de fogo e, em seguida, os tambores eram envoltos em material isolante com um guindaste horizontal sendo usado para trazer o tambor o mais próximo possível da área em chamas.
As equipes de combate a incêndios intitularam sua ocupação como "Operação Desert Hell" após a Operação Tempestade no Deserto.